# تيمورخوجا عبد الخالقوف
تيمورخوجا عبد الخالقوف (مواليد 25 سبتمبر 1991 في طشقند، أوزبكستان) هو لاعب كرة قدم أوزبكستاني كمهاجم . مثّل منتخب أوزبكستان لكرة القدم.

## الإنجازات

### النادي
- بطل الدوري الأوزبكي (1): 2012
- فائز كأس أوزبكستان (1): 2011

## روابط خارجية
- تيمورخوجا عبد الخالقوف على موقع قاعدة بيانات كرة القدم.إي يو (الإنجليزية)
- تيمورخوجا عبد الخالقوف على موقع ناشيونال فوتبول تيمز (الإنجليزية)
- تيمورخوجا عبد الخالقوف على موقع Soccerway.com (الإنجليزية)
- تيمورخوجا عبد الخالقوف على موقع عالم كرة القدم.نت (الإنجليزية)
- تيمورخوجا عبد الخالقوف على موقع كووورة